# 寶康路

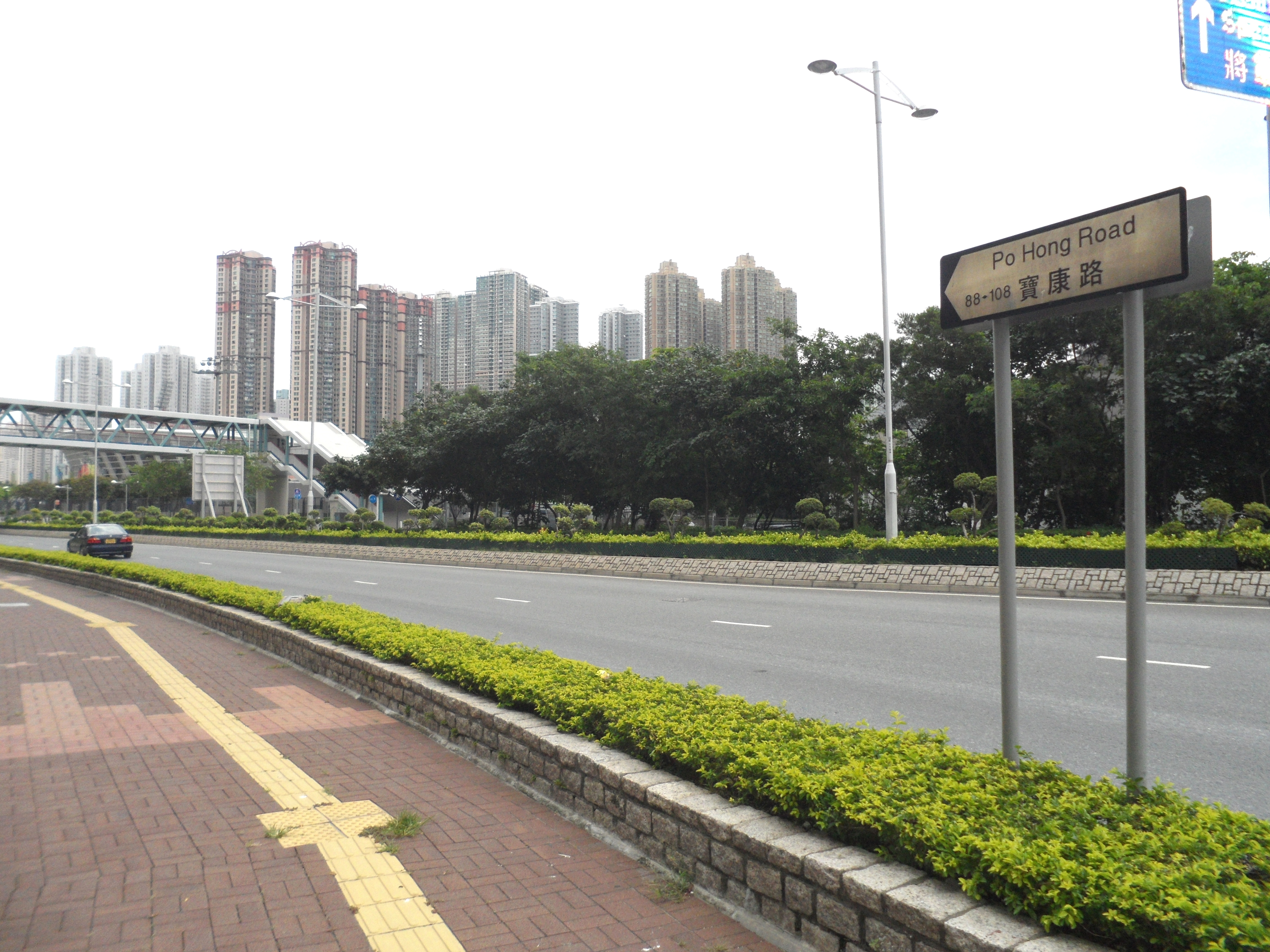
寶康路 近將軍澳廣場第8座

寶康路（英語：Po Hong Road）是香港新界西貢區將軍澳新市鎮的一條道路，貫通新市鎮西北部的寶琳和將軍澳市中心區域，全長約2.6公里，與新市鎮同步分階段發展。
寶琳是市鎮內首個發展的地區，位於新市鎮西北部。首個住宅群落寶林邨於1987-1988年間落成，而其南面仍未被填埋的海灣，有當時仍在運作的信豐鋼鐵廠房。1989年，政府收回信豐廠房用地後，其遺址便隨即進行各項工程，包括移除廠房建構物和填海造地，成為今天寶康路與寶豐路交界的住宅群。寶康路落成之初，被稱為D1路，連接依山而建的寶琳北路。
寶康路的建成，縮短了將軍澳西北部與1990年通車、連接九龍區的將軍澳隧道路程，方便居民出入市區，以及提升新市鎮未來發展所帶來的交通運輸需求。
沿線首幢建築物是香港電訊的電話機樓，它位於當時由寶康路和將軍澳隧道公路組成的環狀道路內。隨著發展的變更，現已成為寶康路與運隆路的交界處。
寶康路北端在將軍澳村道路現代化後，便由寶琳北路交界處向北延伸至該村的穎禮路，成為將軍澳村最主要的行車道路。
1990年代中後期，位於將軍澳隧道公路以東的坑口和南側的尚德邨人口漸增，道路網必須作進一步改善，去應付未來新市鎮中部、調景嶺、第86區和工業邨發展所帶來的額外交通流量。
寶康路南端由當時連接將軍澳隧道公路和寶順路的大型迴旋處，向東南延伸至唐明街（前稱L463路）東端，連接尚德邨。此次延伸同時把道路交匯的大型迴旋處，改造成分層道路。寶康路以一百多米的行車天橋跨越建於地面、向調景嶺延伸的寶順路，車輛需改經分層道路代替迴旋處來回各區，而行人則須利用地面附設單車徑的行人路及隧道往返。
至於由唐明街東端向南延伸約三百多米的路段，則在2000年代初通車，完成新市鎮西北部與市中心的道路連貫。
本來擬計劃深入市中心和海濱之路段，經過道路和地塊重新規劃後，已經被至善街取代，故寶康路南端以寶邑路交界近將軍澳廣場為止。

## 事件
2009年12月，香港舉辦「2009年東亞運動會」，位於寶康路的將軍澳運動場成為該次運動會的主要場地。為使其中兩個田徑項目－－20公里競走及半馬拉松得以順利進行，部份路段需要臨時被封閉，以作為比賽場地。比賽期間，道路兩旁均有觀眾搖旗吶喊為參賽者打氣，場面熱鬧。

## 交匯道路
- 穎禮路
- 寶琳北路
- 寶豐路
- 運亨路
- 運隆路
- 靈康路
- 將軍澳隧道公路
- 寶順路
- 唐明街
- 寶邑路

## 沿線建築物
- 將軍澳村
- 寶翠公園
- 怡心園
- 茵怡花園
- 寶康公園
- 電訊盈科電話機樓
- 廣明苑
- 尚德邨
- 將軍澳運動場
- 富康花園
- 將軍澳廣場
- 香港單車館
- 將軍澳市鎮公園

## 外部連結
- 香港2009東亞運動會田徑項目特別交通及運輸安排 - 將軍澳